# Browndell
La ville de Browndell est située dans le comté de Jasper, dans l’État du Texas, aux États-Unis. Sa population s’élevait à 197 habitants lors du recensement de 2010.